# Agraharahalli, Chintamani
Agraharahalli là một làng thuộc tehsil Chintamani, huyện Kolar, bang Karnataka, Ấn Độ.